# 王謇
王謇（1888年—1969年）原名鼎，字佩諍，號瓠廬，晚署瓠叟，江蘇吳縣（今江苏省苏州市）人。

## 生平
1915年畢業於東吳大學，先後師從沈修、黃摩西、金松岑，章太炎、吳梅學習。歷任振華女中副校長、教務長，後任東吳、大同、震旦、華東師大教授。曾任宣統《吳縣志》協纂。